# Chasse-marée (métier)
Pour les articles homonymes, voir Chasse-marée.

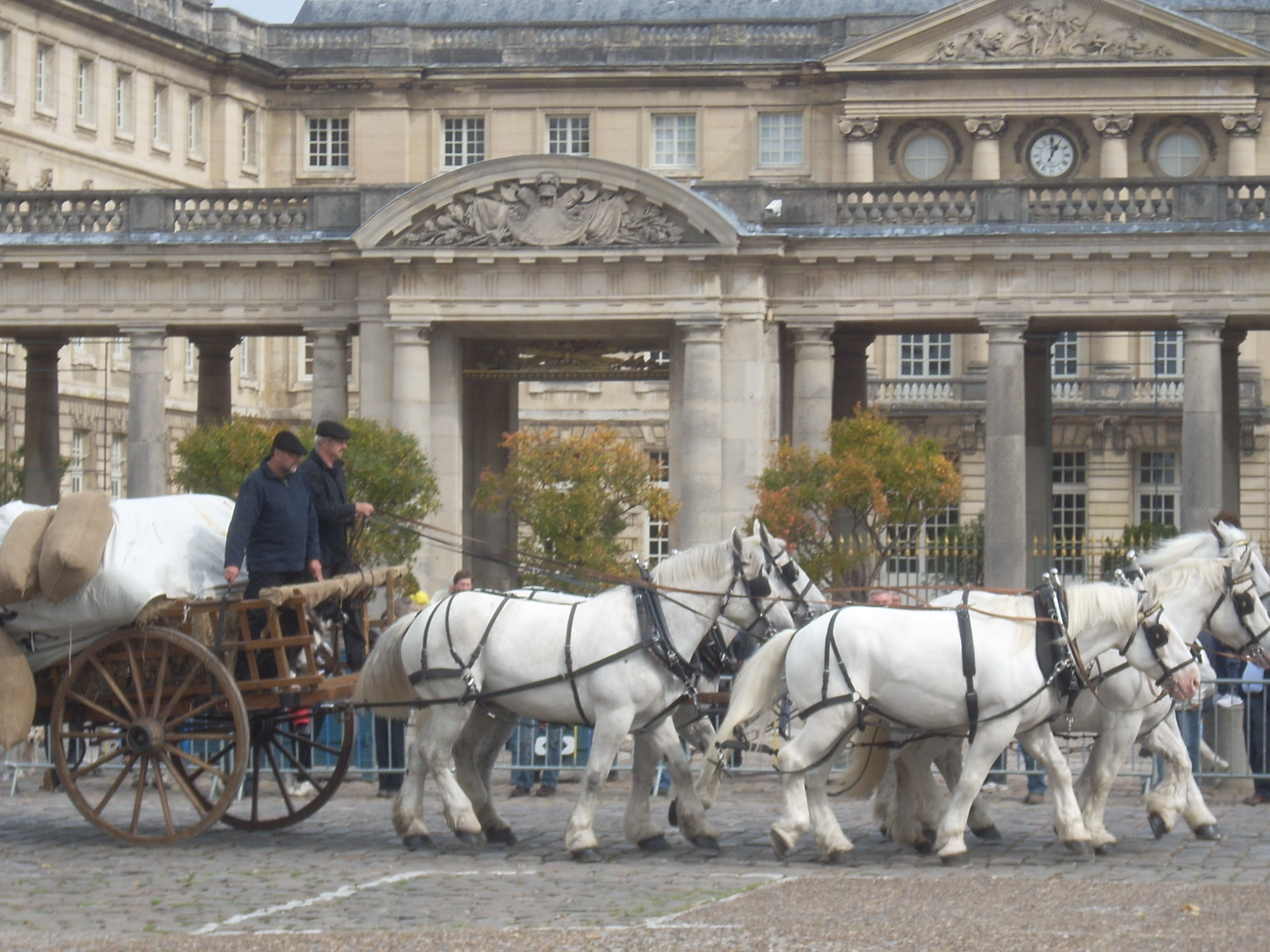
Reconstitution d'un attelage de mareyeur sur la route du Poisson (Compiègne).

Le chasse-marée était un mareyeur qui acheminait les produits de la pêche vers leurs lieux de consommation. 
On retrouve ce nom dès 1350 dans une ordonnance rendue par Jean II « en faveur des Chasses-marées contre les pourvoyeurs des maisons du Roi, de la Reine et des princes qui arrêtaient ces forains, qui prenaient le poisson destiné à Paris ».
En Bretagne, un chasse-marée était également, à partir du XVIIIe siècle, une grande chaloupe de pêche gréée en lougre.